# Cioroiași
Cioroiași je obec v jižním Rumunsku, v župě Dolj, asi 40 km jihozápadně od města Craiova. Žije zde přibližně 1 500 obyvatel. Obec se skládá ze tří částí.

## Části obce
- Cioroiași – 904 obyvatel
- Cetățuia – 87 obyvatel
- Cioroiu Nou – 472 obyvatel